# Ghostpoet
Obaro Ejimiwe, noto con lo pseudonimo Ghostpoet (Londra, 18 gennaio 1983), è un cantante e musicista britannico.

## Carriera
Nasce a South London da padre nigeriano e madre originaria di Dominica.
Nel giugno 2010 ha pubblicato il primo EP. Il singolo Cash & Carry Me Home è uscito nel gennaio 2011, seguito dall'album di debutto pubblicato nel febbraio seguente.
Nel 2011 ha supportato dal vivo Metronomy e Jamie Woon e ha partecipato a diversi festival. Ha ricevuto la candidatura al Mercury Prize nello stesso anno.
Nel maggio 2013 ha pubblicato il secondo album in studio.

## Discografia
Album
- 2011 - Peanut Butter Blues & Melancholy Jam
- 2013 - Some Say I So I Say Light
- 2015 - Shedding Skin
- 2017 - Dark Days + Canapes
- 2020 - I Grow Tired but Dare Not Fall Asleep

EP
- 2010 - The Sound of Strangers